# Religija u Litvi
Religija u Litvi zastupljena je s nekoliko vjerskih zajednica.

## Povijest
Litva je jedan od europskih predjela koji je vrlo dugo bio zadržao poganska vjerovanja. Tek zbog dinastičkih razloga kad je nastala poljsko-litvanska država, Litva je prešla na kršćanstvo i to rimokatoličanstvo. Protestantizam se djelimice proširio u doba kad je Švedska vladala baltičkim obalama. Broj pravoslavnih narastao je kad je carska Rusija osvojila ove krajeve. Padom pod sovjetsku vlast, sustav promiče ateizam. 

## Vjerska struktura
Procjene koje navodi CIA za 2011. govore o sljedećem vjerskom sastavu:
- rimokatolici 77,2%
- pravoslavni (Ruska pravoslavna Crkva) 4,1%
- starovjerni pravoslavci 0,8%
- evangelički luterani 0,6%
- evangelički reformirani 0,2%
- ostali (sunitski muslimani, židovske vjere, grkokatolici i karaiti) 0,8%
- nikoje vjere 6,1%
- nespecificirani 10,1%

## Galerija
- Širenje kršćanstva u Europi i na Sredozemlju.
- Europa u doba velike podjele 1054. godine.
- Religija u Europi, na Sredozemlju i na Bliskom Istoku 1100.
- Religije u Europi 1560.